# СК Юпитер (Добрич)
| ← | 1928 – 1948 | → |

Спортен клуб Юпитер (рум.: Clubul Jupiter) е спортно дружество и футболен клуб, основан през 1928 г. в гр. Добрич (тогава в Кралство Румъния) по време на румънската окупация на града. След различни преобразувания и сливания с други отбори се реформира в днешния ПФК Добруджа. Отборът е познат и под имената „Победа“ (1941 – 1945) и „Динамо“ (1945 – 1948).

## История на клуба
Поради репресии на властта над социалистическите организации през периода още през 1923 г. властите притискат Спортното дружество „Котва“, съществувало в периода 1922 – 1928, да смени фланелките си с изцяло черни. Провокациите на институциите принуждават дружеството да промени името си на „Приятели на природата“ през 1924 г., а през 1927 се пререгистрира като Спортно работническо дружество „Червен тим“. През 1928 г. отборът се преструктурира под името „Юпитер“, с цел да привлече повече членове и финансови средства от демократично настроените добричлии. Това постепенно изменя социалистическия му характер.
Постепенно в дружеството се включват авторитетни българи и местни първенци, който спомага за добрата му организация и натрупване на активи. То активно подпомага другите спортни дружества на българите в Добрич – Вихър и Глория при споровете им с румънските футболни клубове Авантул (Добрич) и Калиакра (Каварна). Освен футбол дружеството развива и културно-просветна дейност.
Клубът играе предимно неофициални срещи с българските отбори от Добруджа. През 1929 г. Южна Добруджа най-накрая е включена административно в румънското футболно първенство със създаването на Добричката спортна област, а през 1930 г. се провежда първото първенство на града. „Юпитер“ става член на Румънската футболна федерация през 1933 г. и се включва в Първенството на Базарджик, в което е редовен участник.
Скоро след възвръщането на Южна Добруджа към България след Крайовската спогодба, през 1941 г. СК Юпитер дарява цялото си имущество за благотворителни цели и продължава да съществува под името „Победа“, с което участва в Първенството на Добрич през 1942 г., но безуспешно. Следващата година отборът се включва в регионалния турнир „Купа на генерал Иван Колев“, от отпада в първия кръг след загуба с 0:3 от „Цар Борис III“ (Добрич). През 1945 г., след началото на комунистическата диктатура в страната, дружеството е преименувано на „Динамо“. С това име дружеството съществува до 1948 г., когато заедно с дружествата Славия и Добруджа се сливат в Универсалното спортно дружество Орлов.